# Jayne Meadows

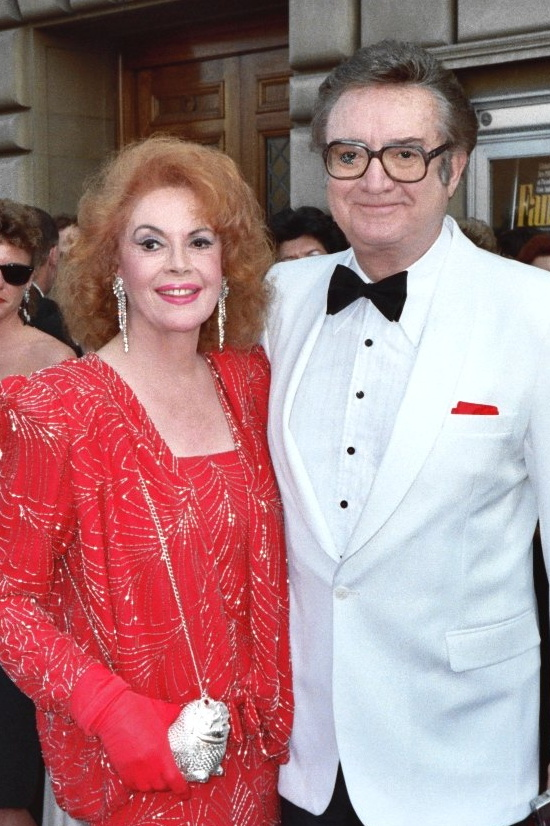
Jayne Meadows und Steve Allen (1987)

Jayne Meadows (* 27. September 1919 in Wuchang, China; als Jayne Cotter; † 26. April 2015 in Encino, Kalifornien) war eine US-amerikanische Schauspielerin.

## Leben
Meadows kam 1919 im chinesischen Wuchang zur Welt, wo ihre Eltern als Missionare der Episkopalkirche der Vereinigten Staaten von Amerika tätig waren. 1927 kehrte die Familie in die USA zurück und siedelte sich in Sharon, Connecticut, an. Nach ihrer Schulzeit zog sie nach New York City und debütierte 1941 am Broadway, wo sie in den nächsten Jahren unter anderen mit Mary Astor und Richard Widmark auftrat. 1946 gab sie an der Seite von Katharine Hepburn in Der unbekannte Geliebte ihr Filmdebüt. Ein Jahr später sah man sie in dem innovativ inszenierten Die Dame im See unter Regie von Robert Montgomery sowie an der Seite von William Powell und Myrna Loy in der Kriminalkomödie Das Lied vom dünnen Mann. 
Ab Anfang der 1950er-Jahre trat die Schauspielerin hauptsächlich in Fernsehproduktionen auf. Sie spielte im Lauf der Jahrzehnte in bekannten Serien wie Mord ist ihr Hobby, Hotel, Love Boat oder Die Nanny. Für ihre Rollen im US-Fernsehen erhielt Meadows insgesamt drei Nominierungen für den Emmy Award. Größere Bekanntheit abseits ihrer Schauspielrollen erreichte sie aber in den 1950er-Jahren vor allem als eines der Mitglieder des Rateteams in der Ratesendung I've Got a Secret, in denen die Geheimnisse von in der Sendung auftretenden Menschen erraten werden mussten. Auch in weiteren Ratesendungen im US-Fernsehen hatte sie in den folgenden Jahrzehnten Auftritte.
Jayne Meadows war von 1954 bis zu dessen Tod 2000 mit dem Schauspieler und Moderatoren Steve Allen verheiratet. Aus dieser Ehe ging ein Sohn hervor. Ihre Schwester war die Schauspielerin Audrey Meadows. Meadows lebte zuletzt zurückgezogen in Encino, Kalifornien, wo sie im April 2015 im Alter von 95 Jahren starb.

## Filmografie (Auswahl)
- 1946: Der unbekannte Geliebte (Undercurrent)
- 1947: Die Dame im See (Lady in the Lake)
- 1947: Dark Delusion
- 1947: Das Lied vom dünnen Mann (Song of the Thin Man)
- 1948: The Luck of the Irish
- 1948: Betrogene Jugend (Enchantment)
- 1951: The Fat Man
- 1951: David und Bathseba (David and Bathsheba)
- 1957–1963: The Red Skelton Show (Fernsehserie, 6 Folgen)
- 1959: Mit mir nicht, meine Herren (It Happened to Jane)
- 1960: College Confidential
- 1968: Einmal sieht man's – einmal nicht (Now You See It, Now You Don't, Fernsehfilm)
- 1969–1972: Medical Center (Fernsehserie, 13 Folgen)
- 1973: Adam-12 (Fernsehserie, Folge 6x01)
- 1976: Die James Dean Story (James Dean, Fernsehfilm)
- 1976: Norman... Is That You?
- 1977: Die Zwei mit dem Dreh (Switch, Fernsehserie, Folge 2x19)
- 1977–1981: Meeting of Minds (Fernsehserie, 11 Folgen)
- 1978–1987: Love Boat (The Love Boat, Fernsehserie, 6 Folgen)
- 1979: Hawaii Fünf-Null (Hawaii Five-O, Fernsehserie, Folge 12x04)
- 1979–1983: Fantasy Island (Fernsehserie, 5 Folgen)
- 1980/1982: Trapper John, M.D. (Fernsehserie, 2 Folgen)
- 1982: Wenn Märchen wahr werden (Miss All-American Beauty, Fernsehfilm)
- 1982–1983: It's Not Easy (Fernsehserie, 11 Folgen)
- 1983: Matt Houston (Fernsehserie, Folge 1x18)
- 1984: T.V. – Total verrückt (The Ratings Game, Fernsehfilm)
- 1985: Hotel (Fernsehserie, Folge 2x22)
- 1985: Alice im Wunderland (Alice in Wonderland, Fernsehfilm)
- 1986: Mord ist ihr Hobby (Murder, She Wrote, Fernsehserie, Folge 2x12)
- 1986: Coup mit alten Meistern (A Masterpiece of Murder, Fernsehfilm)
- 1987–1988: Chefarzt Dr. Westphall (St. Elsewhere, Fernsehserie, 3 Folgen)
- 1989: Ein allzu klarer Fall (Murder by Numbers)
- 1989: Flitterwochen auf Hawaii (The Parent Trap IV: Hawaiian Honeymoon, Fernsehfilm)
- 1991: City Slickers – Die Großstadt-Helden (City Slickers)
- 1992: The Player (als sie selbst)
- 1994: Die goldenen Jungs (City Slickers II: The Legend of Curly's Gold)
- 1995: Casino
- 1995–1996: High Society (Fernsehserie, 7 Folgen)
- 1997: Die Nanny (The Nanny, Fernsehserie, Folge 4x22)
- 1999: Diagnose: Mord (Diagnosis: Murder, Fernsehserie, Folge 7x01)
- 1999: An deiner Seite (The Story of Us)